# 銀河面吸収帯

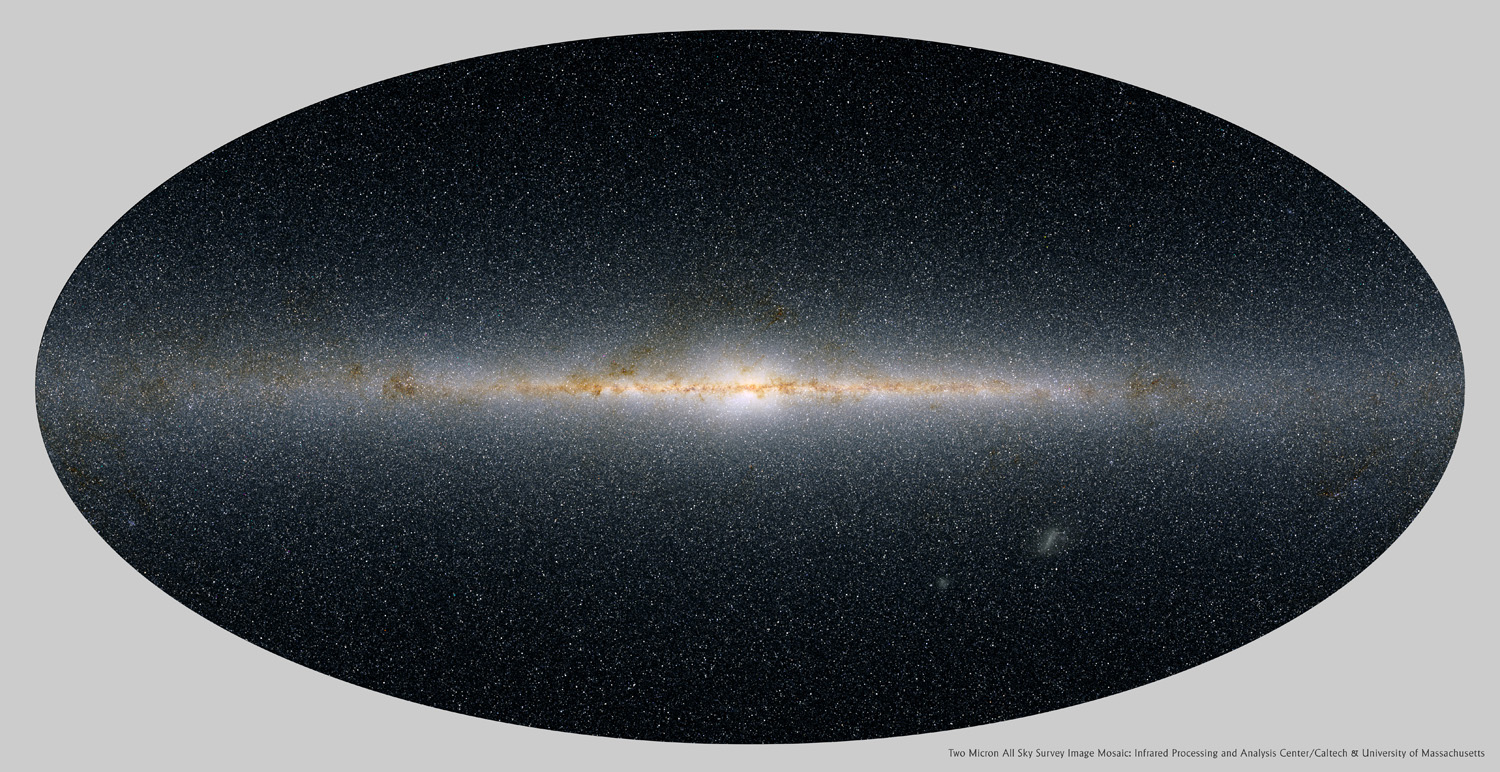
天の川（銀河面）は、銀河内部の観測者にとって観測困難な領域を作り出している。

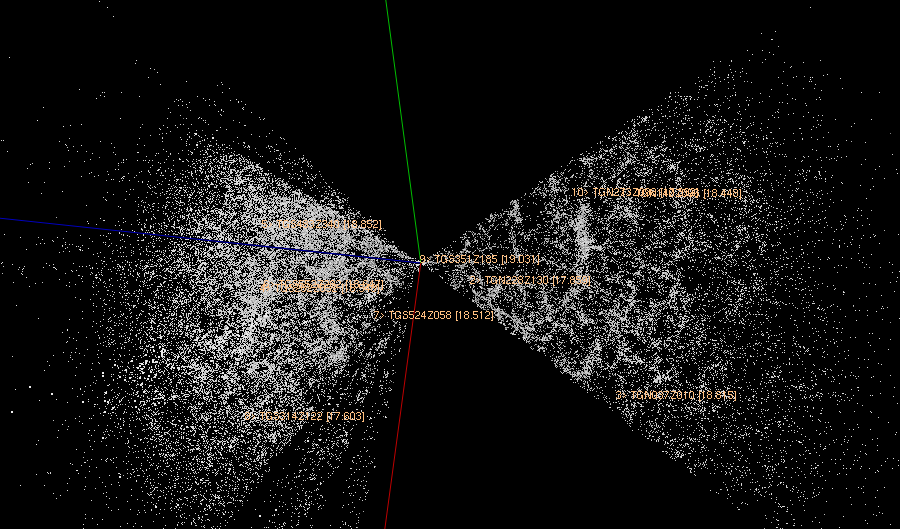
2dFサーベイの観測で示された銀河の分布。上下の分布が示されていない黒い部分が銀河面吸収帯によって観測が困難な領域である。

銀河面吸収帯（英語: Zone of Avoidance、ZOA）は、天の川の星間物質が原因で遠方の天体が不鮮明になっている天球上の領域である。銀河系の銀河面上にある星間物質と恒星は、可視光線の波長領域で、銀河系外の天体の約20%を遮っている。その結果、光学的な銀河カタログは、通常は銀河面の近くでは非常に不完全なものとなる。
銀河面吸収帯は元々は、イギリスの天文学者Richard Proctorによる、ジョン・ハーシェルのGeneral Catalogue of Nebulaeの中の星雲の分布に関する1878年の論文の中で、「星雲の少ない領域」と呼ばれていたものである。

## 現代における展開
もう少し時代が下ると、銀河面吸収帯による知識のギャップを埋めようと、多数のプロジェクトが試みられた。銀河面のダストとガスは光学波長領域の減衰を引き起こし、前景の星は背景の銀河と混同される可能性がある。しかし減衰は、さらに長い赤外線のような波長では低下し、電波の波長では、実質的に銀河面は透明である。IRASや2MASSなどの赤外線サーベイは、今までより完全な銀河系外の星野の画像を与えた。実際、2つの非常に大きな近傍の銀河、Maffei 1とMaffei 2が1968年にパオロ・マフェイにより、その赤外領域の輝線スペクトルにより発見されている。ではあるが、星野の約10%は、銀河面の恒星と混同されやすいので、いまだに銀河系外の天体のサーベイが困難な領域として残されている。
銀河面吸収帯の電波波長でのサーベイ・プロジェクト、特に中性水素原子の21 cmスピン反転（spin-flip）輝線 （天文学の用語では「水素線」）を使うものは、赤外線では探知できなかった多数の銀河の探知に成功している。水素線により探知された銀河の例としては、Dwingeloo Galaxy 1とDwingeloo Galaxy 2がある。
2016年には、西オーストラリア大学などによる国際研究チームの観測で、銀河面吸収帯の方向に約2億5000万光年離れた銀河を880個以上観測することに成功し、そのうち約3分の1はこの観測で初めて発見されたものだった。

## 参考資料
- R. C., Kraan-Korteweg; Staveley-Smith, L.; Donley, J.; Henning, P. A. (5 November 2003). "The Universe behind the Southern Milky Way". Maps of the Cosmos - ASP Conference Series. International Astronomical Union. 2008年2月9日閲覧。